# Метангисмониты

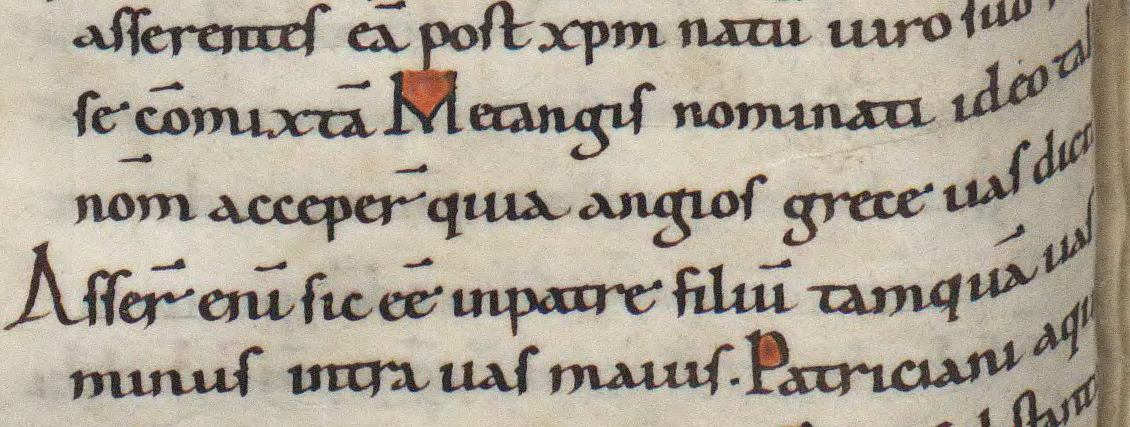
Исидор Севильский в книге Этимологии о метангисмонитах. Рукопись X - XI века. Библиотека Ягеллонского университета

Метангисмони́ты (лат. metangismonitæ) — еретики конца IV — начала V века, описанные Филастрием в книге «Liber de Haeresibus» и Августином в книге «De Haeresibus ad Quodvultdeum Liber Unus»; у первого автора это 51 ересь, у второго автора  это 58 ересь. Метангисмониты создали своеобразное богословие, согласно которому Отец и Сын это два сосуда. Отец это бо́льший сосуд, а Сын — меньший. Сын — малый сосуд находится в Отце — в большом сосуде. Августин объясняет название этих еретиков. Слово лат. metangismonitæ происходит от слова др.-греч. μεταγγισμός, составленное из двух слов: др.-греч. μετά —  «между, посреди, в числе, вместе» + др.-греч. ἀγγεῖον — «сосуд».
О численности метангисмонитов Филастрий и Августин ничего не сообщают. Исидор Севильский в восьмом томе книги «Этимологии» пишет об этой ереси под 47 номером.   